# 電子樂器
電子樂器（英語：Electronic musical instrument），为可以演奏出各种樂器相似聲音和音乐的电子仪器。

## 概述
一部錄音用電腦主要的系統架構包括一台強效的電腦主機，單個或多個顯示器、多軌錄音界面、用來輸入外部樂器或人聲訊號、Midi介面、用來輸入midi數位樂器訊號、操作介面(操作對應螢幕相關功能的滑條或按鈕、監聽系統(由錄音介面輸出聲音信號至音響系統)、麥克風及各種樂器的聲音訊號輸入。